# Hungerford Bridge
Hungerford Bridge – most kolejowy nad Tamizą w Londynie, leżący pomiędzy Waterloo Bridge a Westminster Bridge. Obecny most składa się z konstrukcji stalowych belek z przebiegającymi pośrodku torami kolejowymi, ta część mostu jest nazywana Charing Cross Bridge, zaś po obu stronach torów biegną  chodniki  dla pieszych nazywane Golden Jubilee Bridges. Pierwotnie most został zaprojektowany przez brytyjskiego inżyniera Isambarda Kingdoma Brunela jako most dla pieszych w 1845 r.  W 1859 r. most  został zakupiony przez przedsiębiorstwo kolejowe w celu przedłużenia South Eastern Railway do nowo wybudowanej stacji kolejowej Charing Cross. Wówczas niezbędna była przebudowa mostu dla potrzeb kolei. Nowy most został zaprojektowany przez Johna Hawkshawa i został wykonany ze  stali kutej.
W latach 90. XX wieku przystąpiono do wymiany chodników dla pieszych na nowe bardziej  wytrzymałe, dzięki czemu ta część mostu zyskała nową nazwę Hungerford Footbridges. Na moście zamontowane jest również oświetlenie.

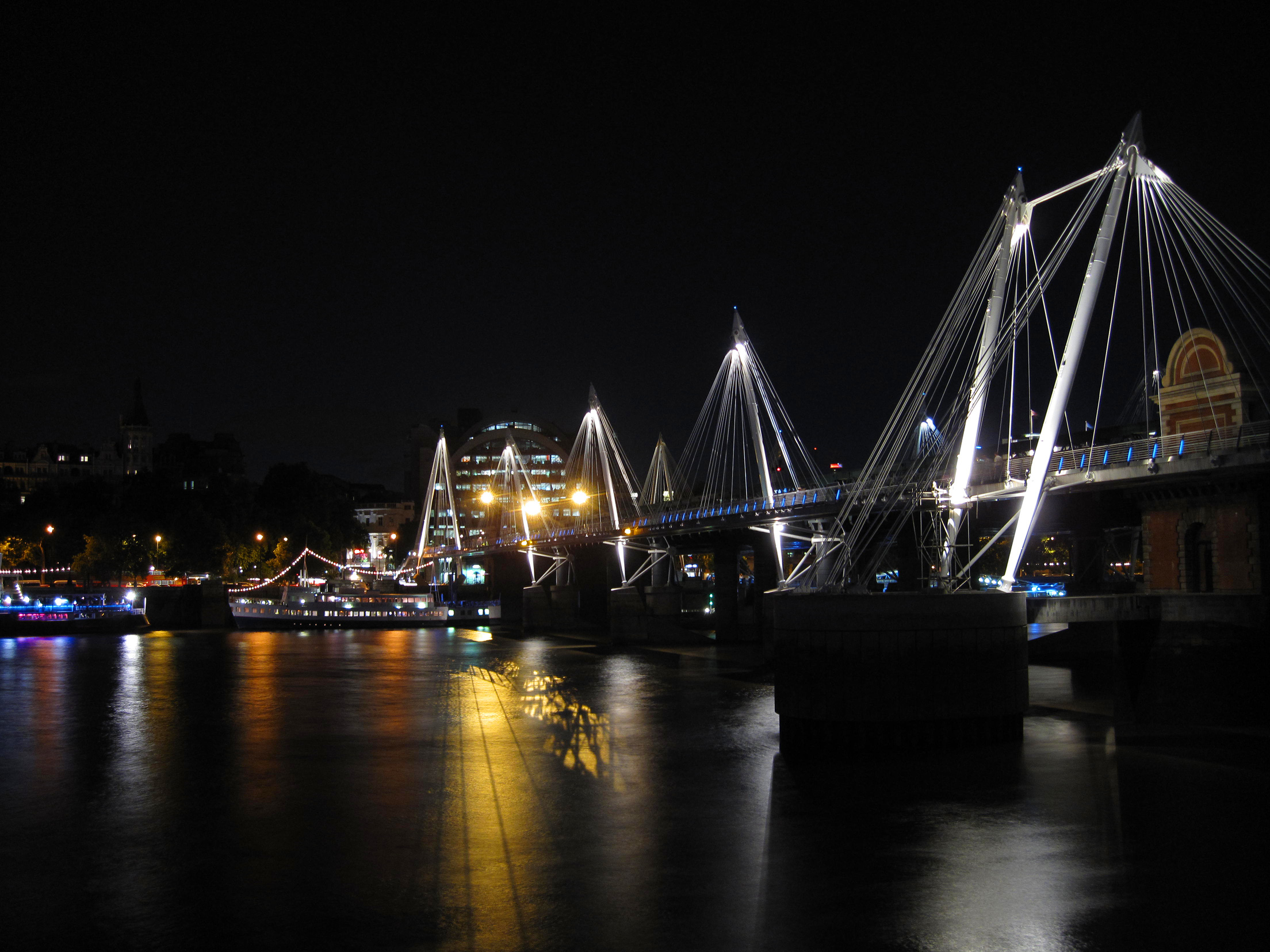
Hungerford Bridge nocą